# 電算写植
電算写植（でんさんしゃしょく）とは、手動写植による組版作業を電算機=コンピュータで行えるようにしたシステムのこと。
新聞社を含む印刷会社ごとに異なるシステム（CTS）と写植会社の写植機のシステムの双方を指し、印刷・出版業界内では「電算」と言えば電算写植のことを意味する。
本項目では日本の電算写植について述べる。海外での写植システムがコンピュータ化されていった過程はen:Phototypesettingを参照。

## 概要
旧来の活版印刷や手動写植の欠点を補い、ワークフローを一新するものとして1960年代に登場した。日本では写研が開発したSAPTONシステムが初の電算写植システムで、まず大手新聞社の支社や地方新聞社などの小規模印刷から導入が進み、その後に朝日新聞社や凸版印刷といった大規模出版社による独自のシステムが開発された（朝日新聞社の「NELSON」、神戸新聞社の「六甲」等）。
全体としては、1950年代に開発された「漢字テレタイプ」（通称「漢テレ」）というシステムの装置を受け継いでいる。入力装置（キーボード）は、大正時代に発明された和文タイプライターの装置を受け継いでおり、「かな漢字変換」が発明される以前に開発されたシステムであるから、アルファベットやかなが並んだ（かな漢字変換を前提とした）現在のコンピュータのキーボードではなく、植字可能な全ての文字が盤面に並んだ（文字の直接入力を前提とした）「全文字配列」を採用している。写研の電算写植機で採用された、打鍵する漢字の「要素」（部品）を51種類収めた30個のシフトキーと合わせ、約20,000字の文字が並んだ文字選択キーから1文字を選択する（文字の並びから「一寸ノ巾配列」と呼ばれる）ものが有名だが、後期には電算写植機の高機能化に伴い大量の機能キーが搭載され、さらに複雑化した。メーカーや機種によってキーボードの細部は違うが、なんにせよ電算写植で使用可能な全ての文字（約2万字）が記されたキーボードの中から秒速で1文字を選び、1分あたり30文字-60文字程度の速度で写植を打てるいっぱしの電算機オペレーターになるまで、数か月の習熟を要した。
電算写植機の打鍵は慣れるとDTPより速いとされたが、オペレーターには活字の文選工と同じだけの熟練を要求された。電算機上で動作する編集組版ソフトウェアも、プログラミング言語と同様のコマンドの羅列で行う（「バッチ組版」「コマンド組版」などと呼ばれる）ため、取り扱いに熟練を要する上に、印刷するまで出力結果が全く分からなかった（後期の製品にはディスプレイが搭載され、ある程度は確認できるようになった）。顧客のパソコンにDTPアプリケーションソフトをインストールすればよいだけのDTPとは違い、電算写植においては、写植機単体ではなく「システム」一式を導入する必要があり、編集組版の工程だけでなく、下版までの製版の各工程ごとに、高価で複雑な装置と専門のオペレーターを必要とした。さらに、ほとんどの小規模出版で導入されていた写研のシステムは、導入コストもさることながら、フォントが活字時代のような買い切りではなく、印刷するたびに写研にフォント使用料を払う従量制であった。そのため普通のパソコン1台で組版から下版までの作業が行え、パソコンの画面に表示されたものと印刷される出力結果が同じであるWYSIWYGを実現し、モリサワのフォントが買い切りで使えるDTPが1989年に登場すると、そのコストの低さ・取り扱いの簡易さ・版下をすぐ確認できる高速性が評価され、まず小規模印刷からDTPに置き換えられていった。モリサワの書体は、写植時代は写研の書体よりも「ダサい」と考えられており、写研の書体よりも安価でありながら使用者が少なかったが、初期のDTPで唯一の選択肢だったということもあり、便利さにはかなわず、1990年代以降は写研に代わってモリサワの書体が広く使われるようになった。
電算写植は初期のDTPよりも高速印刷・大量印刷に適しており、また初期のDTPよりも「美しい」組版が可能だったため、大手新聞社や大手出版社では1990年代以後も電算写植が生き残ったが、DTPソフトの機能が向上した2000年代からDTPベースのシステムに次第に置き換えられている。
写研は出版の電算化と写植化を共にリードし、電算写植システムとフォント使用料で大きな利益を上げたが、そのためにDTPに乗り遅れ、1998年には組版業界の最大手の座をモリサワに奪われることとなった。

### 類似するシステム
電算写植機は複数の専用ハードウェアで構成され、複雑かつ導入コストが極めて高かったため、DTPが一般化する1990年代までは予算や規模や用途に従ってさまざまな印刷機が存在していた。中でも、手動写植機から発展した電子制御式手動写植機や、電動和文タイプライターやワープロから発展した電子組版システムは、高機能化するに従って最終的に電算写植機とほとんど同じシステムを用いるようになっており、それらのシステムと電算写植システムとの差は曖昧である（広い意味で「電算写植機」に含まれることもある）。なお電算写植も最終的にDTPとほとんど同じシステムを用いるようになっており、その差は曖昧になっている。
手動写植機の開発は、電算写植機の開発とは別に1980年代まで続いており、その堅牢性や低コストが評価され、1990年代までは一定の需要があった。最終的には手動写植機もディスプレイ、メモリー、フロッピーディスク装置などを搭載した電子制御式手動写植機となり、電算写植機と遜色ない機能を備えるようになっている。特にモリサワが1986年に発売した手動写植機の最終形態「ROBO 15XY型」は、電算写植機と同様に組版を自動で行う上に、仮印字した写植の位置をディスプレイ上で確認して調整でき、さらに簡単な作図機能も備えるなど、写植機の内部で歯車が物理的に動作して文字盤を動かしている点を無視すればDTPに近い機能すら備えていた（手動写植機の詳細は写植機を参照）。
1980年代には電子組版というシステムも登場した。これは日本語ワープロ（ワープロ専用機）の登場後、その装置を編集組版機として流用したもので、CRTモニタで文字が確認できるなど電算写植と同様の利点がありながら、電算写植よりも安価に装置を導入でき、しかも操作に電算写植のような専門知識を必要としない。東レが1982年に発売した「FX500」を皮切りに、ワープロメーカーのNECや富士通、電動和文タイプメーカーのモトヤ（「LASER7」シリーズ）、電算写植機メーカーのリョービ（「RECS」シリーズ）、などから製品がリリースされていた。和文タイプの置き換えを狙って、和文タイプと同じ全文字配列の文字盤を用意していた製品が多かった。ワープロおよび和文タイプの装置をベースとしているため電算写植機と比べてレイアウトやフォントなどに制約があり、当初は企業内印刷物を印刷するために一般企業で導入されるのがメインだったが、次第に高機能化し、例えば活字ではなくレーザ出力に対応したモトヤの「LASER7」（1985年）や、手動写植の印字装置に対応したリョービの「RECS200」（1986年）などは「簡易電算写植」として、単色・小ロットの軽印刷をメインとしている印刷所でも導入する事例が増えた。これらのシステムは、1990年代にはワープロの代わりにパソコンを使うようになり、パソコンで動く編集組版ソフト、すなわちDTPとなった（モトヤの「ELWIN」シリーズ、リョービの「EP-X」など）。
その他にも、電子制御式ではない旧来の手動写植機や活版印刷機、和文タイプなど、デジタルを導入するコストの問題から様々なアナログなシステムが現役で存在したが、それらと比べてもパソコン1台で済むDTPの方が圧倒的に安価で簡単なので、「経営者が高齢で新規の投資が難しい」「活版印刷の文字の凹みが好き」などの特別な理由がない限り、2000年代までには全てDTPに一本化された。

## 歴史
日本における電算写植の歴史は、写研の「SAPTON」システムの歴史でもあるので、「SAPTON」システムを中心に記述する。DTPが普及する1990年代まで、写研の「SAPTON」システムは日本の小規模印刷における標準的な電算写植システムとして非常に普及した。

### 漢字テレタイプ（漢テレ）
電算写植システムの前史として、漢字テレタイプ（通称「漢テレ」）と呼ばれるシステムがある。
1950年代以前、文書を遠隔通信する際は、モールス信号などの電信符号を機械で仮名に翻訳する「かな印刷電信」が使われていたが、同音異義語を漢字変換する際のミスが起こりがちだったことから、漢字仮名交じり文を高速に遠隔通信するためには主に伝書鳩が使われていた。
そんな中、1954年に読売新聞社と防衛庁によって、漢字仮名交じり文を電信で遠隔通信する「漢テレ」と呼ばれるシステムと、人間がキーボードで打字した文字を自動で活字として鋳造し自動で植字まで行う「全自動活字鋳植機」（モノタイプ）と呼ばれるシステムが試作される。1955年には、朝日新聞社と新興製作所によっても同様の物が試作されるなど、日本の大手新聞社において、漢字仮名交じり文の遠隔通信システムの研究と自動鋳植機の導入が同時に進められていた。
そして1958年、ついに新興製作所が「漢テレ」を実用化する。これは、漢字仮名交じり文を電信的にやり取りするための符号化コード、符号を紙テープ（鑽孔テープ）に記録する文字盤（キーボード）付きの鑽孔機「漢字テレタイプ」、紙テープを読み取って符号を送信する送信機、遠隔地で受信して紙テープに記録する受信機、紙テープを読み取って印字する「漢字テレプリンタ」（当時はディスプレイがまだ発明されていなかったので、プリンタで印字することで受信した文字を確認する）などからなるものであった。
1959年には、各新聞社の統一文字コードであるCO-59が策定されたこともあり、1960年代初頭には日本の新聞各社において漢テレによる自動活字鋳植システムが急速に普及した。これは記事の受信から活字の鋳植（鋳造・植字）までを自動化し、新聞社の本社や共同通信社などから配信された記事を、日本の各地域の新聞社が受信して漢テレで紙テープ（鑽孔テープ）に記録し、その紙テープの内容を自動活字鋳植機（モノタイプ）が読み取って全自動で鋳植まで行うシステムで、従来の文選や、人間が手作業で打字しながら活字を鋳植するのに比べても圧倒的な高速化が可能となった（自社取材記事の場合はテレタイプを使って自分で鑽孔しないといけない）。
この当時のシステムは、まだ金属活字であり、写植ではなかったが、統一文字コードCO-59、文字を紙テープに記録する鑽孔機、紙テープの内容を読み取る装置などは、初期の電算写植システムにも流用されることとなる。
一方、大手新聞社以外のほとんどの印刷所は、依然として人間の文選工が活字を一つ一つ手で拾って版を作る活版印刷を用いていた。このような状況の中、出版業界では1960年代前半から後半にかけて、写植の導入とコンピュータの導入がほぼ同時に進められ、まず写研が「SAPTONシステム」を実用化した。
なお漢テレおよび初期の電算写植で使われた「SCK-201形漢字鍵盤さん孔機」が1台だけ現存し、2010年に情報処理技術遺産に指定され保護されている。鑽孔機のキーボードは192個のキーと12個のシフトキーで構成され、合計192×12=2304字種を入力できる。一方、鑽孔テープの各文字に相当するコードは6穴2行で構成され、1行あたり26=64パターンのうち48パターンを使用するので、合計48×48=2304字種を記録できる。

### アナログ写植機（第2世代電算写植機）
日本で初めて開発された電算写植機が、写研の「SAPTONシステム」である。この時期の電算写植機は、写植機の中で文字盤が歯車で物理的に動作しているというアナログ方式なので、後のデジタルフォントを利用した方式と対比して「アナログ写植機」という。世界的には「第2世代電算写植機」に相当する（なお「第1世代電算写植機」は、写植する文字を一旦文字コードの形で紙テープに記録する方式を取らず、キーボードから直接文字盤を駆動して写植する方式で、日本ではこれに該当する製品はない）。
1920年代に写研の石井茂吉と森澤信夫（のちに写研を退職してモリサワを創業）によって写植が発明されたが、写植は主に端物に用いられ、本文組みには従来通りの活字組版が用いられていた。写研は写植を本文組版へも使用されることを目指し、1960年に全自動写植機「SAPTONシステム」を発表。
まず、1965年に全自動写植機サプトンの実用機「SAPTON-N3110」が完成し、1966年に日本社会党機関紙印刷局に最初に導入された。印字速度は毎分300字と、従来の全自動鋳植機の3倍相当にまで高速化されたが、この時点ではSAPTON-Nを利用するには、漢テレ用の漢字さん孔機で別途に編集した紙テープが必要とされたため、システムとして単体で完結するものではなかった。1966年には編集組版処理機能を組み込んだ紙テープ編集機の「SAPTEDITOR-N」が完成し、ようやく紙テープ編集機「SAPTEDITOR（サプテジタ）」と全自動写植機「SAPTON（サプトン）」を組み合わせた、実用的な写植システム「SAPTONシステム」が完成した。
新聞社向けの写植システム「SAPTON-N」は、1967年に朝日新聞北海道支社と佐賀新聞社に最初に納入された。書籍や雑誌などの本文組版を対象とした一般向けの写植システム「SAPTON-P」も1968年に実用化され、1969年8月にダイヤモンド社に最初に納入された。SAPTONシステムの導入と同時にダイヤモンド社は活字を廃止した。
「SAPTON」システムは、全自動写植機「SAPTON」とテープ編集機「SAPTEDITOR」で構成されており、テープ編集機「SAPTEDITOR」で紙テープ（鑽孔テープ）に記録された文字コードを、全自動写植機「SAPTON」で読み取って組版する形であった。「SAPTEDITOR-P」では制御部にリレーを用いた組版処理機能が組み込まれた。
「SAPTEDITOR」は後にトランジスタを用いて電子化され、より高度な組版処理機能が組み込まれたが、ユーザーからのテープ編集機に対する組版処理機能の拡張要求は増加する一方であり、その全てをハードウェア的に搭載するのは困難だと判断された。そのため、写研はハードウェアを標準化し、各種のユーザーからの要望に対してはソフトウェアの変更で対処することにし、コンピュータを用いた編集組版ソフトウェアの開発に着手する。
1969年に発表された「SAPTON-A」システム用に開発された「SAPCOL（サプコル）」が日本初の一般印刷向けの組版ソフトウェアである。編集組版用ミニコンピュータとしてはDECのPDP-8が用いられたが（これは1971年に日立製作所のHITAC-10に置き換えられた）、当時のコンピュータにはOSに相当するものがなかったため、OS相当のプログラムなども写研が自社で開発した。電算機（コンピュータ）上で動く紙テープ編集ソフトウェア「SAPCOL」の登場で、紙テープ編集機「SAPTEDITOR」はその役目を終えた。
「SAPTON-A」は1970年に群馬県の朝日印刷工業に納入された。これが日本初の電算写植システムである。また、新聞社向けのシステム「SAPTON-N」用のSAPCOLも同時に開発され、これを搭載したシステムは同年に神奈川新聞社に納入された。
1972年の「SAPTON-Spits」システムでページ組版に対応。1976年には「サプトン時刻表組版システム」により、日本交通公社発行の時刻表が電算写植となった。
SAPTONシステムに収録される文字数の増加とともに、それまでのSAPTONシステムで使っていた漢テレ用の物を流用したキーボードではキーが不足してきたことから、1972年には「SAPTON-A」用の漢字さん孔機「SABEBE-N」のキーボードとして、左手側に15個のシフトキーを搭載した写研の独自のキーボード「SABEBE」が開発された。文字コードも漢テレの「CO-59」（2304字に対応）から、写研独自の「SKコード」（約20,000字種に対応）に移行。1972年発売の「SAPTON-Spits」に搭載された「SABEBE-S3001」ではシフトキーを30個搭載し、「一寸ノ巾」式見出しを割り当てた「一寸ノ巾式左手見出しキー」が採用された。「一寸ノ巾配列」は、もともと種田豊馬（三菱長崎造船所印刷工場）が和文タイプライター向けの配列として大正時代末に考案し、手動写植機では1929年に石井茂吉と森澤信夫が共同開発した「実用第1号機文字盤」以降で採用されており、電算写植機においても、文字選択キーに「一寸ノ巾配列」を採用した「一寸ノ巾配列キーボード」が写研だけでなくモリサワにおいても（機種によって細部は違うものの）後々まで採用された。

### CRT写植機（第3世代電算写植機）

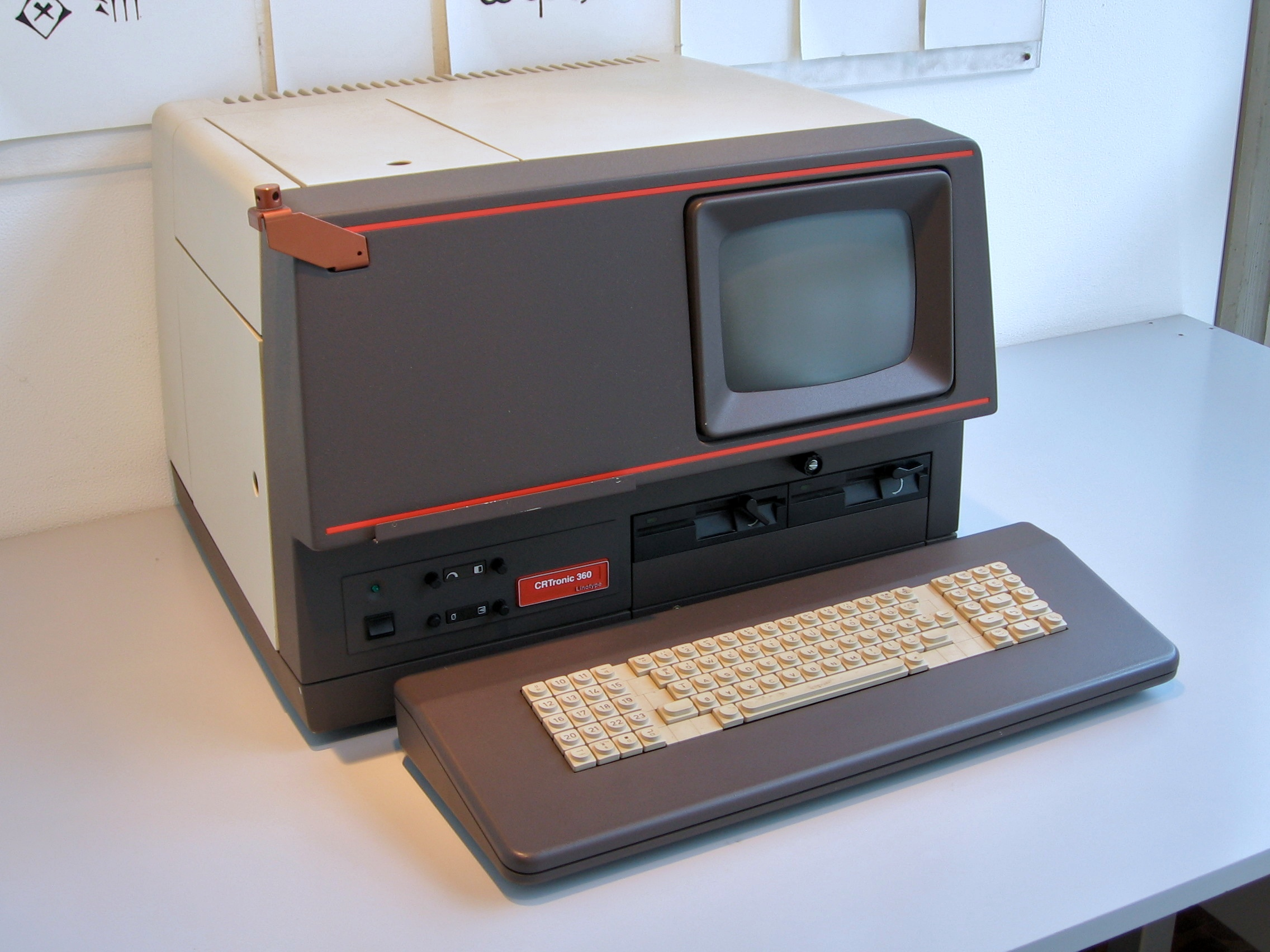
独ライノタイプ社のCRT写植機（海外版。モリサワより展開された「ライノタイプ」の日本語版は、モリサワ独自の打鍵装置が付く）

1970年代から1980年代にかけてはSAPTONシステムの小型化・低価格化・高機能化が進められた。仮印字した写植を確認するディスプレイが搭載され、メディアは紙テープからフロッピーディスクとなった。
1970年代後半に登場した電算写植機は、これまでの写植機のような文字盤を使用せず、コンピュータのメモリにデジタルフォントを記憶させ、コンピュータの指令に応じて所定の文字を取り出し、CRTの蛍光面上にその文字を表示させ、それを感材に露光して写植する方式であり、「CRT写植機」と呼ばれる。文字盤を動かす「歯車」という機械的な稼働部品をなくすことで、さらなる印字の高速化が可能になった。文字の数が少ない欧米では1970年代後半の時点ですでに主流の方式で、日本でも更なる電算写植の高速化の為に求められていたが、日本語の写植では6000字を超えるデジタルフォントを扱う必要があるため、開発は難航していた。しかし写研が1977年に実現した。
まず、従来のSAPTONを改良し、システム内に実装されたアナログの文字円盤の中から従来と同様に1文字を選択し、それをブラウン管に投影して文字情報を電子信号化するという「アナログフォント方式」のCRT写植機「SAPTRON-G1」が1977年に開発された。8書体までの文字が利用可能となった「SAPTRON-G8N」は、1980年にサンケイ新聞大阪本社に導入され稼働を開始した。
その後、写研が1976年より提携していた米オートロジック社のCRT写植機「APS-5」を和文化し、デジタル化された明朝体とゴシック体を搭載した「デジタルフォント方式」のCRT写植機である「SAPTRON-APS5」を1977年に発表。株式会社電算プロセス（後にJTB印刷→佐川印刷）に導入され、時刻表の印刷がさらに高速化された。

### レーザ写植機（第4世代電算写植機）
文字と画像を一括して出力するシステムが求められていた。そのため写研は、CRT写植機の開発のために写研が提携したオートロジック社の「APS SCAN」を利用し、図版原稿をレーザーでスキャンするスキャナの「SAPGRAPH-L」を1979年に発表。また文字と画像を一括して出力する「レーザ出力機」の「SAPLS」を1979年に発表。
レーザ出力機だとドットフォントでは実用に耐えないことから、これまでのようなドットのデジタルフォントではなく、レーザ出力機でも文字が崩れずに出力できる「アウトラインフォント」も開発された。1981年、写研はアウトラインフォントの制作の為に、独URW社製のタイポグラフィー制作ソフト「IKARUS」（イカルス）を導入。写研は1981年当時「ゴナ」のファミリー化を進めており、書体デザイナーの中村征宏がデザインした「ゴナU」「ゴナE」をベースに光学処理によって「ゴナO」を制作・発表したところだったが、このイカルスシステムを用いてゴナのアウトライン化と同時に多ファミリー化を行うことにする。それまではファミリー書体の制作は全て人力で行っており、一つのファミリー書体の制作に1年はかかったが、イカルスシステムを用いることでコンピュータによって中間のウエイトの文字を自動的に作成でき、ファミリー書体の製作の効率化と統一したデザインが可能となった。写研は「ゴナL」「ゴナM」などを制作し1983年に発表、1985年にはさらに「ゴナH」「ゴナOH」などを発表し、「ゴナ」においてそれまで前例のない書体の大ファミリーを完成させる。イカルスシステムがアウトラインフォントの制作と書体のファミリー制作に有用であることが分かったので、写研は続いてイカルスシステムを用いた「本蘭明朝」と「ナール」のファミリー化およびアウトラインフォント化に着手する。1985年以降もファミリーが拡充され大ファミリーを形成した「ゴナ」は、写研の電算写植機とともに1980年代から1990年代にかけての日本の出版業界において多用されることになった。
写研による「レーザ写植機」の実用機は、1980年代前半より相次いで市販された。当時は日本の写植業界2位であったモリサワも、1980年に独ライノタイプ社と提携して電算写植機に参入し、同時期の写研の「SAPTONシステム」と同様のレーザ写植機「ライノトロン・システム」を展開している。
組み上がりを確認しながら（WYSIWYG）編集組版できるシステムが求められていたことから、写研は1984年にワークステーションPERQを利用した編集組版レイアウトターミナル「SAIVERT-N」を発売。画面への表示にアウトラインフォントではなくドットフォントを利用しているという制限はあったものの、電算写植システムにおいてほぼWYSIWYGが実現された。さらに1989年に発売された「SAIVERT-P」は、文字と画像を一緒に扱えるだけでなくペンタブレットを利用した簡単な作図機能も有しており、これを利用することで、従来のように写植で出力された文字と画像を切り貼りした後に烏口などで線を引いて版下を作るという「フィニッシュワーク」が必要なくなることから、従来は手動写植機が使われていたチラシや雑誌広告の制作においても電算写植システムが導入されるようになった。
この「レーザ写植機」が、写研を除く各メーカーの電算写植機の最終形態である。レーザ写植機は、1980年代から1990年代にかけて「写真が高精細になる」「CRTが液晶になる」などの改良が行われた。
「レーザ写植機」で実現された「文字と画像の統合処理」「アウトラインフォント」などの流れの先に、デスクトップ・パブリッシング（DTP）が登場する。レーザ写植システムで使用された「レーザ出力機」は、後にPostScriptに対応させ、初期のDTPでもMacからの出力機として流用されることとなる。
史上初の「PostScript対応のレーザ出力機」が、モリサワが提携していたライノタイプ社の「ライノトロン・システム」で用いられていた1985年発売の「ライノトロニック100」であった。
この当時使われていた「レーザ出力機」は、PC用として使われているレーザープリンターと同じ原理だが、紙にトナーを定着させるのではなく印画紙やフィルムに感光させる点が異なる。旧来の電算写植システムで利用された、文字だけを出力できる出力機を「タイプセッタ」と呼ぶのに対し、第4世代電算写植システムで使用された、文字と画像を一括して出力できるレーザ出力機を「イメージセッタ」と呼ぶ。もしイメージセッタがPostScriptに対応していた場合は電算写植システムとDTPのどちらでも出力が可能である（つまり、電算写植用に導入したレーザ出力機をDTPに流用できる）。電算写植またはDTPで制作した組版データを、「イメージセッタ」を使って一旦フィルムに出力し、それを元に改めて刷版を作成するという「CTF（Computer to Film）方式」は、電算写植からDTPへの過渡期にかけてよく行われていたが、組版データから直接刷版を作成する「CTP（Computer to Plate）方式」や、刷版を作成せずに組版データをプリンターで直接印刷する「オンデマンド方式」と比較すると手間がかかる上に、フィルムに起因する品質不良が発生する恐れがあるため、DTPの標準化に伴ってほとんど行われなくなった。

### DTPへの移行

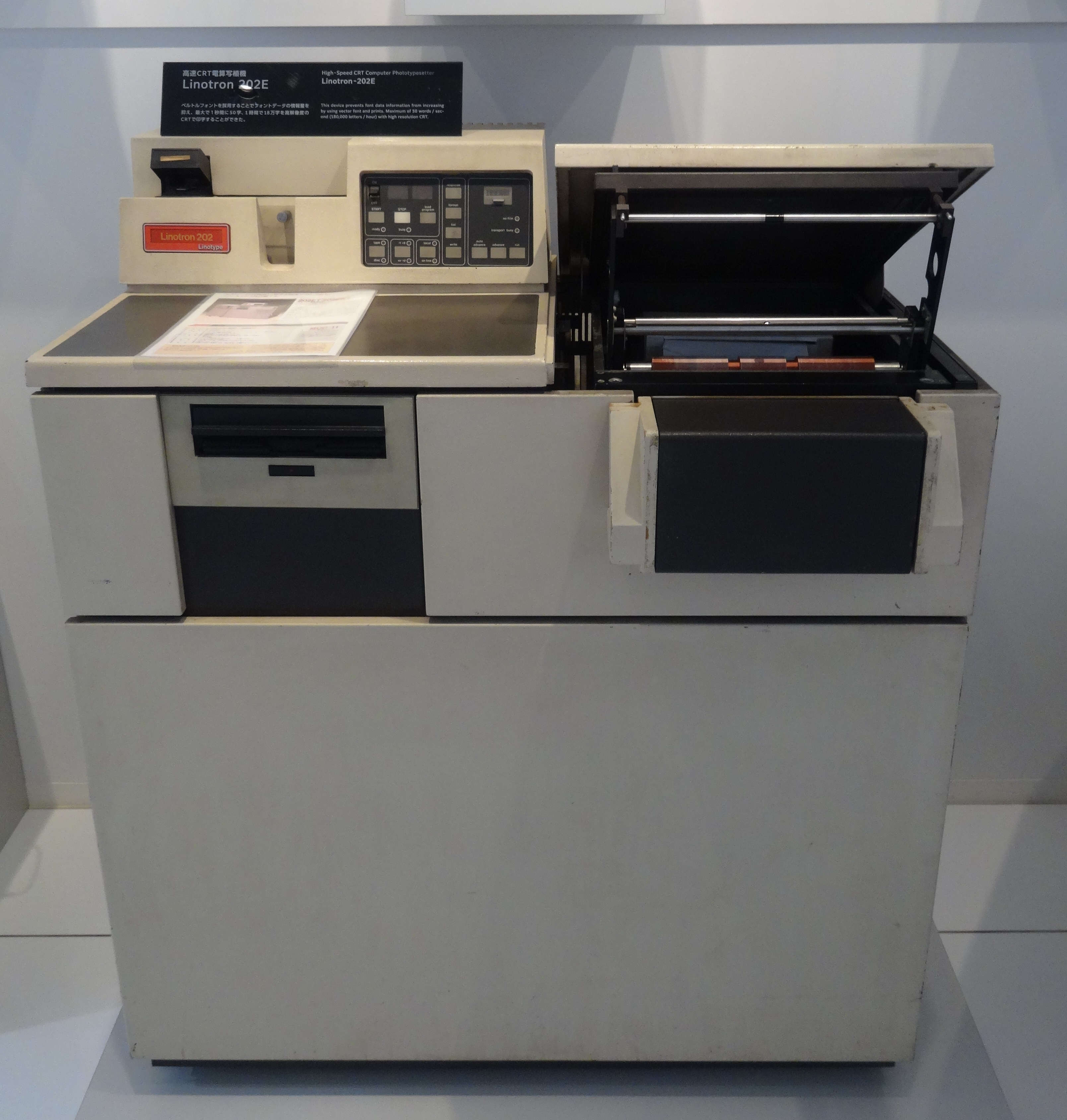
高速CRT電算写植機 ライノトロン202E（モリサワ-ライノタイプ株式会社）

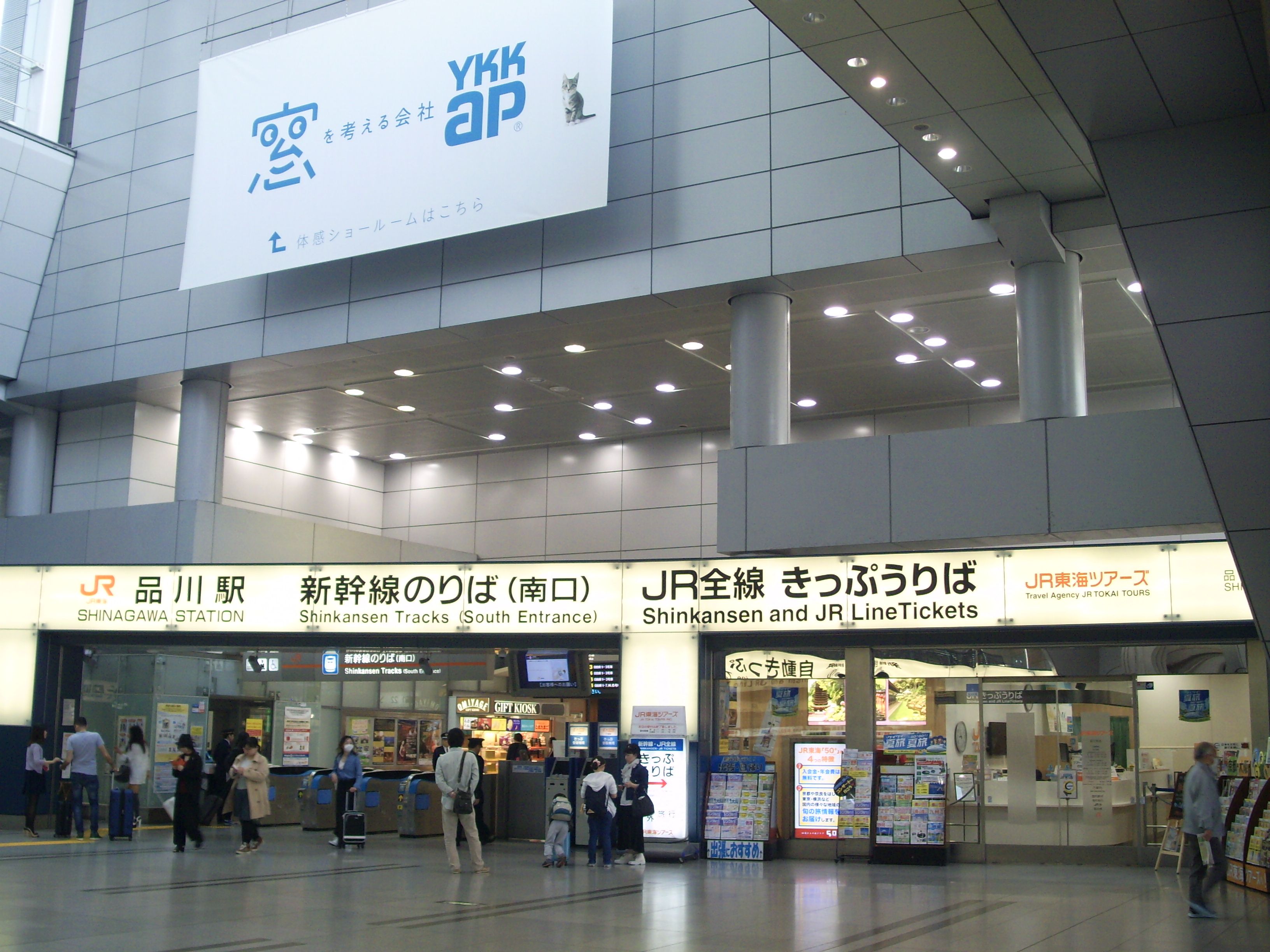
電算写植で印刷された写研の「ゴナ」と、DTPで印刷されたモリサワの「新ゴ」が混在している。「きっぷうりば」は新ゴ、「Shinkansen Tracks」はHelvetica、他の文字はゴナ

モリサワは「MC型手動写植機」の成功で、手動写植の時代には写研に続く組版業界第2位であり、1976年には電子制御式の手動写植機「MC-100型」、1978年にはブラウン管ディスプレイを搭載して写植の印字を史上初めて肉眼で確認できるようになった「モアビジョン」を発表するなどしていたが、電算写植への動きはかなり遅く、モリサワと独ライノタイプ社との合弁会社であるモリサワ・ライノタイプ社によって1980年に発売された「ライノトロン」がモリサワによる最初の電算写植機となった。電算写植機への参入は遅かったものの、「ライノトロン」シリーズの最初の製品であるデジタルフォント式電算写植機｢ライノトロン202E」は、発売から3年で100台を納品するヒット商品となった。1986年には、電算写植用の新しいゴシック体ファミリーを制作するためにイカルスシステムを導入し、4年がかりで「新ゴシック体」を制作、1990年に発表する（「新ゴシック体」は、1993年にPostScriptフォント化され、DTP用の「新ゴ」として再発表される）。
写研・モリサワに次ぐ業界3位だったリョービ印刷機販売（リョービイマジクス）も、1983年に同社初の電算写植機となる「REONET300」を発表。1986年ごろには、自社のフォントをアウトラインフォント化するためにイカルスシステムを導入。
このような状況の日本に、DTPを引っ提げて米アドビ社がやって来る。
1986年当時、米アドビ社は日本のDTP業界への進出をもくろんでいたが、当時社員数十名のベンチャー企業であったアドビ社は、膨大な文字数に及ぶ日本語のPostScriptフォントを自社単独で制作することは不可能であると考えた。そのため、まず写研に提携を持ち掛けるが、断られた（写研の社長・石井裕子は情報公開に消極的でインタビューなどは断っていたため2018年に死去するまでの思惑は不明）。次にアドビはリョービに提携の話を持ち掛けるが、当時のリョービは自社システム向けのフォントのデジタル化だけで手いっぱいであり、DTP向けに新たにPostScriptフォントを制作することには前向きではなかった。そのため、アドビは最後にモリサワに話を持ち掛けた。
1985年、ライノタイプ社はDTPにおいてアップルやアドビなどと提携し、DTP（PostScript）に対応したイメージセッタ「ライノトロニック100」を発表。一方、日本でライノトロン社の製品を販売するモリサワ2代目社長の森澤嘉昭は「（自社の看板商品である）ライノトロニックがMacで動く」という、後に「DTPの創始」とされる1985年に国際印刷機材展ドルッパ（drupa）で行われたデモンストレーションを目撃したことで、DTPに興味を持っていたことから、モリサワはライノタイプの仲介で1986年に米アドビ社と提携。1987年には新入社員の森澤彰彦（モリサワ創業家の跡取りで、後に3代目社長）にDTPを身に付けさせるため、4か月間米アドビ社に派遣するなど、積極的にDTPを推進することになる。日本語PostScriptフォントの制作にあたっては、イカルスシステムが使い物にならなかったためアドビ製のソフトウェアを導入し、20人体制で1年以上の制作期間となるなど難航したが、モリサワは1989年にアドビよりPostScript日本語フォントのライセンスを取得。同年には日本初のPostScript書体となる「リュウミンL-KL」と「中ゴシックBBB」が搭載されたプリンター「LaserWriter NTX-J」がアップル社より発売され、日本におけるDTP元年となった。
1987年、写研は自社の電算写植機において、ISDN回線を利用し電算機が写研のサーバーに接続されてフォントの使用1文字あたりで課金されるという「従量課金制」を導入する。その効果もあって、1991年には写研の年商が史上最高となる350億円に達した。この頃が日本における電算写植の全盛期である。しかし1990年代に入ると、DTPは電算写植を急速に置き換えていく。DTPで利用できるフォントは、当初はモリサワの2書体だけであったものの、1989年には財団法人日本規格協会文字フォント開発・普及センターによる平成書体がリリースされ、また1991年にはフォントワークス（日本代理店ではなく香港の本社）からアップルのサードパーティ製としては初となる日本語フォントがリリースされるなど徐々に増えていく。なお工業技術院の求めに応じて写研が制作し、平成書体に収録された「平成丸ゴシック」が、2020年時点でDTPで利用可能な唯一の写研フォントである。特に、当時の製版業界で多用されていた写研の電算写植システム用フォント「ゴナ」とよく似たモリサワの電算写植用フォント「新ゴシック」がPostScriptフォント化され、DTPで使える「新ゴ」として1993年に発売されたことが大きく、写研は1993年にモリサワを訴えたが2000年に敗訴した。1992年リリースの日本語版「漢字Talk 7.1」では、アドビのPostScriptフォントに対抗すべくアップルが開発したTrueTypeフォントがOSレベルで標準サポートされ（それまでのMacでは、PostScriptフォントがプリンターに搭載されていたのに対し、OS側ではビットマップフォントしかサポートされていなかったため、画面に表示される文字はギザギザだった）、モリサワフォント、フォントワークス、平成書体など、DTPを扱う環境も整備されていった。
特に小規模印刷で大きなシェアを得ていた写研のSAPTONシステムだが、印刷までの工程ごとに複数の高価な専用ハードウェアが必要とされる電算写植に対して、市販のMac1台とDTPソフトの「QuarkXPress」「Illustrator」「Photoshop」で完結するDTPの方が圧倒的に安価であり、また従来は複数の専門オペレータによって分業されていた工程をDTPでは1人で行えるようになるという点でも、小規模システムはDTPへの移行が早く、電算写植のシステムは1990年代前半から後半にかけてMacを使ったDTPベースのシステムに置き換えられた。写研はDTPの流れに対抗すべく、MacやWindowsなどで作成されたデータもSAPCOLで編集できる「SAMPRAS」（サンプラス）システムを1997年に発表したが、DTPベースのシステムと比較すると極めて高価であり、またフォントが他社のDTPシステムのような「買い切り」ではなく「従量課金制」という点でも、小規模印刷所には受け入れられなかった。
なお写研の「SAMPRAS」システムは、UNIX（HI-UX）を搭載した日立のワークステーションがベースのカラー集版システム「SAMPRAS-C」、文章データと画像データを読み込んで保管するデータベースサーバ「IMERGE II」など、市販のサーバーをベースとした複数のハードウェアで構成されている。その中のテキスト編集機「GRAF」は、1960年代から使われている写研の伝統のテキスト編集ソフトウェア「SAPCOL」を内蔵してはいるものの、Windowsを搭載した市販のPCと同じAT互換機であるため、この時代になると電算写植機はDTPと全く同じハードウェアを用いるようになっている。電算写植はDTPと比べると複数の独自ハードウェアを用いる複雑なシステムに見えるが、熟練オペレーターにとってはこちらの方が逆にDTPよりも扱いやすく、DTPよりも美しい版がより迅速に作成できるという点でも、特に大手出版社においては電算写植を支持するオペレーターがいまだ多かったのも、1990年代当時においては事実である。
モリサワの電算写植機は、Windows 95の登場後にWindows PCベースのシステムにリプレースされた。しかし1997年当時、モリサワの売上の大半はすでに写植事業ではなくPostScriptフォント事業によるものとなっていた。写植業界1位の写研と比べると、モリサワの規模はもともとそれほど大きくなかったということもあり、DTP業界の拡大とともにモリサワの業績は拡大。電算写植システムの売り上げの急激な減少を「従量課金制」で補いながらも年商が下がり続ける写研に対し、多言語対応フォントの制作などDTP時代に対応し続けるモリサワは、1998年には年商ベースで写研を抜いてトップとなった。

### 2000年代以降
大規模出版においては2000年代ごろまで電算写植が使われていたが、1999年にQuarkXPressを上回る機能を持つDTPソフトウェアAdobe InDesignが発売され、その機能が向上するにつれて、大規模出版を含むほとんどの出版がInDesignベースのDTPに置き換えられた。
2000年代以降にはPCで利用可能なデジタルフォントも充実し、写研を除くかつての写植メーカーがDTP向けのフォントの販売を行っているほか、InDesignでは扱うのが面倒な日本語の大規模自動組版向けのソリューション（モリサワの「MC-Smart」など）も存在している。かつて写植機という「ハードウェア」を販売していたモリサワは、デジタルフォントやDTPソフトその他をまとめ上げた「ソリューション」を販売する業態に転換した。リョービ（リョービ印刷機販売→CI導入でリョービイマジクスに社名変更→2012年にリョービ本体に吸収→2014年にオフセット部門が三菱重工印刷紙工機械と合併してリョービMHIグラフィックテクノロジー）はDTP時代においても中小型オフセット印刷機においては世界的な大手メーカーであり続けているが、フォント部門は2011年にモリサワに譲渡した。
写研は2000年代以降もDTPへの対応を全く行なわなかった。そもそも写研は情報公開に消極的で、2000年に電算写植用書体「本蘭ゴシック」を発表して以降の新作書体の発表がなく、公式ウェブサイトが2021年まで存在しなかったため、DTP時代への対処を検討しているのかしていないのか、何を商売にしているのかすらよく知られていなかった。そんな中、2011年の「第15回電子出版EXPO」に写研が突如として出展し、写研の名作フォントである「ゴナ」や「ナール」をOpenTypeフォント化する予定があるとのアナウンスを行ったが、2021年にモリサワとの共同開発が発表されるまで具体的な進展はなかった。
2000年に発売された写研の組版システム「Singis」はWindowsベースのシステムで、PhotoshopやIllustratorなども利用できるが、Singisに搭載された写研のフォントは独自形式で、写研のソフトウェアからしか利用できない。Singisと組み合わせる写植の各工程の専用ハードウェアはそれぞれ数百万円するため、Mac1台で完結するDTPと比較すると著しく高価であり、さらに使用するたびに使用料がかかる「従量課金制」である。SingisにはSAPCOLで記述された過去の電算写植データをPDF化する機能もあるため、いくつかの業者においては2010年代以降の電子書籍時代においても活用されているが、写研の閉鎖的なシステムは複数のソフトウェアやフォントを自由に利用する前提のDTPとは正反対で、ほとんどの業者においては電算写植時代のデータが2000年代以降に受け継がれることがないまま、電算写植機オペレータの廃業とともに歴史のかなたに消えることとなった。
鉄道のサインシステムは写研のフォントが使われていたが（JR東海は旧国鉄の「すみ丸ゴシック」も混用）、電算写植の技術を持つオペレーターが少なくなっていたため、DTPを使用せざるをえなくなり、看板が古くなって交換する2010年代以後に「写研のフォントとよく似たデジタルフォント」に次第に置き換えられている。
放送業界においては、1984年に写研の電子テロップシステム「TELOMAIYER」（テロメイヤー）が発売され、これは写植を介さずに直接感熱記録紙に印字できるので、その時点で写植ではなくなっている。放送業界ではその後もしばらく写研の電子テロップシステムによるものと並行して、写研の電算写植機によるテロップが使われていたが、例えばNHK年鑑では1994年度以降は「写植」の文字が登場しなくなり、そのころに電算が廃止されたようである。ちなみに放送業界においても、番組制作のデジタル化が進むとともに、やはり電算機と同様に「わざわざ写研の電子テロップシステムを使わなくても、Macに元から入っているフォントで十分」ということになり、写研のフォントは2000年代以降にはほとんど使われなくなった。しかし2021年現在でもアニメ業界ではシンエイ動画制作の『クレヨンしんちゃん』において写研のフォントを使用している。他にも東映アニメーション制作の『プリキュアシリーズ』が2011年の『スイートプリキュア♪』まで写研のフォントを使い続けていたが、2012年の『スマイルプリキュア!』からフォントワークスのフォントに移行した。
漫画においては、2000年代前半までは講談社を除くほとんどの出版社では写研の電算写植機でネームを印字して貼り込んでおり、例えば集英社の『週刊少年ジャンプ』で必殺技を叫ぶ際などに使われている書体は写研の「ゴナ」であった（一方、講談社はモリサワの「アンチックAN」をよく使っていた）。写研はSAMPRAS-C上で動くマンガ編集システム「ハヤテ」を2000年に開発し、Macと比べて著しく高価なWindowsベースのシステムではあるものの、これを使えば編集者が生原稿の手書きネームを消しゴムで消して写植のネームを水平垂直がズレないよう丁寧に貼り込んだりする必要もなく、原稿をスキャンしてPC上で一括で処理できるようになり、またPCの画面でラフ画稿に写植を貼り込んで初稿を出したりもできるようになることから、『週刊少年マガジン』など講談社グループの漫画の製版を手掛ける豊国印刷も2001年に「ハヤテ」を導入した。一方で豊国印刷では漫画製版のMac製版（DTP）への移行が進められており、2003年にモリサワに依頼してMac（DTP）用としては初となる「アンチック体」（漫画で最も一般的に用いられるフォント）をリリースさせ、2005年にはInDesignをベースとした漫画製版システムを自社開発する。『週刊少年サンデー』を印刷する大日本印刷も、2003年にアドビと提携してInDesignを導入する。『週刊少年ジャンプ』の印刷を手がける共同印刷では、『週刊少年ジャンプ』の原稿を入稿して2〜3時間で出稿まで持っていくというような高速性を「職人技」に頼っていたため、コミック製版のDTP化が遅れていたが、この職人技をDTPに置き換えるため、2003年にInDesignをコアに使用した漫画用の組版システム「ComicPacker」を自社開発した。2006年より共同印刷がソフトバンクと共同で漫画のデジタル配信サービスを手掛けるようになると、「ComicPacker」は漫画のデジタル配信用データの作成ソフトとしても注目されるようになり、その過程で出た「DTPにはコミック特有の書体バリエーション（例えばホラー用の「イナクズレ」など）がない」という出版社からの要求に答えるため、共同印刷はフォントワークスに働き掛けてDTP用の漫画用フォントを制作させた。このような経緯で漫画におけるDTPの環境が整い、2000年代後半より順次に漫画製版のDTP化がなされた。連載漫画においては切りのいいところまで従来のフォントを使い続ける場合もあるため、漫画ごとに電算写植（写研の写植機を用いた製版）からDTP（MacとInDesignを用いた製版）への移行が順次に進むことになるが、例えば『週刊少年サンデー』では2007年から写研（電算写植）の「中見出しアンチック」に代わってモリサワ（DTP）の「学参かなアンチック」が、大手漫画雑誌の中では最もDTP化が遅れていた『週刊少年ジャンプ』でも2010年春ごろから写研（電算写植）の「ゴナ」に代わってモリサワ（DTP）の「新ゴ」が使われ始めたことが確認されている。「イナクズレ」「淡古印」も、DTP用に新たに開発された「コミックミステリ」または「万葉古印ラージ」に置き換えられた。
一方、どうしても「シリーズの途中でフォントを変えたくない」「写研のフォントが使いたい」というニーズもあることから、2010年代以降もInDesignと並んで写研の電算写植機が現役で稼働している製版会社もある。例えば、文芸誌や漫画の製版・集版を手掛ける株式会社ステーションエスでは、2019年現在もInDesignと並んで8台の電算写植機が稼働しているという。2019年現在では紙に書かれる漫画も少なくなったが、いまだにマンガ編集システム「ハヤテ」のユーザーも存在するとのこと。
電算写植からDTPに移行した2009年当時の講談社『モーニング』誌の編集者によると、編集者としてはフォントの形が微妙に違うことを気にしていたが、読者も作家もそれほど気にしていなかったという。
日本の電算写植の創始であるSAPTONシステムをほぼ独力で開発した写研の藤島雅宏（2014年に死去）は、「SAPCOL」によるコマンドベースの組版をDTPに拠らずに代替するものとして、晩年はXMLベースのXSL Formatting Objectsの普及に携わっていた。

### 終焉
写研の創業者である石井茂吉の三女で、1963年より写研の2代目社長を務めた石井裕子が2018年に死去。その後、写研の工場が解体・売却されるなど、写研の解体が進んでいる。
2020年夏ごろより、「ナール」や「ゴナ」と言った電算写植の時代を象徴する数々の書体を生み出した「写研文字部」が存在した写研の埼玉和光工場が解体された。埼玉工場はその時点で10年ほど稼働しておらず、建物（第一工場は1963年竣工、第二工場は1965年に竣工。1970年に第二工場の増築工事が行われ、その後「写研文字部」が東京大塚本社ビルから移転してきた）や看板（1972年、社名を「写真植字機研究所」から「写研」へと変更した際に橋本和夫が設計。この看板の文字をベースに中村征宏が写植用フォント「ファン蘭」を設計した）は老朽化していた。
2021年1月、モリサワは写研と共同で、2024年より写研の書体をOpenTypeフォント化することを発表した。2024年は、写研の創業者である石井茂吉とモリサワの創業者である森澤信夫が、邦文写真植字機の特許を1924年に共同で申請してから100周年に当たる。
写研は2024年まで、写研のフォントが利用できることをセールスポイントとする電算写植システムの販売・レンタル・フォント使用料の徴収などを軸とした、独自のビジネスモデルを続けていたようだが、写研の電算写植システムが利用しているNTTのISDN回線サービスは、2024年1月より2028年12月にかけて段階的に廃止されるとのアナウンスがNTTより出ている。
2024年10月15日、モリサワのフォントサブスクリプションサービス「Morisawa Fonts」において、「石井明朝」「ナール」「スーシャ」「ミンカール」「スーボ」「イナクズレ」などと言った、これまで写研の電算写植機でしか使用できなかった写研フォントの提供が開始された。これで電算写植の時代は終わった。

## Computer Typesetting System（CTS）
写研やモリサワなどの写植機メーカーが開発して各社に販売した電算写植機とは別に、日本の大手印刷会社や新聞社などでは自社向けに自力で開発した専用の電算写植システムも存在する。これは「Computer Typesetting System」（CTS）と呼ばれる。1960年代から2000年代にかけて使われた。
NELSON（New Editing & Layout System Of Newspaper、ネルソン）は、朝日新聞社とIBMが共同開発した電算写植システムである。1980年に稼働し、2005年まで使われた。新聞製作に特化したシステムで、インターネットに記事が流用できないなど問題があり、またメインフレーム上に構築されているので維持費がかかったため、2005年にはオープンサーバー上に構築された「メディア系システム」に置き換えられた。
日経新聞社のANNECSも朝日新聞社のものと同時期にIBMが開発した。
凸版印刷は、1968年に電算写植システム「Computer Typesetting System」（CTS）を富士通と共同開発した。2006年に電算時代の編集組版ソフトウェアのコマンドをXMLベースで置き換え、Adobe InDesignのプラグインとして提供する「次世代CTS」となった。

### 手動写植に対する電算写植の利点
1960年代から1970年代にかけての手動写植に対する電算写植の利点は、以下のようなものがあった。
- 手動写植は基本的に文字入力と組版が一体化しており、写植機で1文字ずつ文字を入力（感材に印字）していくことで同時に組版が行われるが、電算写植では文字入力と組版を分業化できるようになった。
- そのため、誤植や変更があった場合、手動写植の場合は版下を1文字単位で切り貼りする必要があり、大変な労力を要していたが、電算写植では保存しておいた組版データ上で修正を行うようになり、大幅な修正も簡単になった。
- 組版データを保存しておくことができるということは、版下と校正紙が切り離されることを意味し、校正紙を複数出力することなども可能になった。
- 歯車の動作に依存する手動機では不可能なような、複雑なデザインがこなせるようになった。

一方で、電算写植の「早く組める」「大幅に直せる」という利点は、「後で直せるから」という意識につながり、原稿を組版工程に回す前段階で綿密に行われるべき編集者の原稿整理や校正、レイアウトなどがおろそかになった（誤植・誤報につながる）という指摘も多かった。暗算による字数計算に基づく紙面レイアウトなどの、活字時代には編集者の基本とされた技能が、組版技術の進化と反比例するように衰退したともいわれる。それはDTP時代になると、かつてならばあり得なかったであろう「仮組み」（とりあえず組んでみて、レイアウトを調節する）などが行われることにつながる。
1960年代当時は文字通り全て手動でハードウェアを管理・制御する形式であった「手動写植機」であるが、1980年代には「電子制御手動写植機」となり、コマンドをフロッピーディスクに記録できるなど電算写植機に近い機能を備えるようになり、電算写植機との差はあまりなくなっていた。

### 初期のDTPに対する電算写植の利点
1980年代から1990年代にかけての初期のDTPに対する電算写植の利点は、以下のようなものがあった。
- 写研のSAPCOL（サプコル）に代表される組版プログラムの開発は、日本語組版のルールに基づくページレイアウトを可能にし、DTPよりも「美しい」組版ができた。
- DTPでは希望する書体が使えない、和文の組版ルールへの対応が甘い、あるいは数式と和文の混在したページを満足に組めない
- 対話型の組版（マウスやキーボードでフォントや位置をいちいち指定するような組版）では大量のページ物を組む効率が悪く、「コード」を使った自動組みでは電算写植に一日の長がある

一方で、上記のDTPの欠点は1990年代から2000年代にかけて解消されていった。電算写植からDTPの移行においては、電算写植機の「コード」をAdobe InDesignの「スクリプト」やXMLで置き換える試みがなされ、また日本語の大量ページ物の組版の効率化への要求に対しては、モリサワがMC-Smartを用意した。
なお電算写植は1960年代には旧来の写真植字の機構を電算機で管理・制御する形式であったが、1990年代には市販のサーバーやPCベースのシステムとなり、PostScriptへの対応やWYSIWYGを実現したシステムも登場するなどDTPに近い機能を備えるようになり、DTPとの差はあまりなくなっていた。

## 関連用語
- 出版
- 印刷
- Adobe InDesign
- Computer Typesetting System（CTS）